# Манжосов Денис Володимирович
Дени́с Володи́мирович Манжо́сов (творчі псевдоніми «Моня», «Діня», нар. 5 квітня 1978, Кривий Ріг) — український сценарист та режисер, колишній актор студії «95 квартал» і колишній телеведучий («Сімейний розмір» разом з Оленою Кравець, колишній капітан команди Кіровограда (нині Кропивницький) в «Битві українських міст»), колишній актор КВК, дипломований юрист.

## Життєпис
Батько Володимир Миколайович Манжосов (нар. 17 лютого 1952) працював військовим інженером-будівельником, мати Тетяна Валентинівна Манжосова (нар. 27 вересня 1956) — вчитель молодших класів. Був найкращим другом і однокласником Володимира Зеленського і сидів з ним за однією партою в гімназії № 95 з поглибленим навчанням англійської. Грав у театральних виставах за творами Чехова, Фонвізіна, Достоєвського, був гітаристом у шкільному ансамблі.
У 90-х працював на місцевому радіо «Система» оператором прямого ефіру, іноді як ведучий прямого ефіру. В 11 класі разом з Зеленським вступив до студентського театру естрадних мініатюр «Беспризорник», де художнім керівником був Олександр Пікалов. Вчився на юриста у Криворізькому економічному інституті Київського національного економічного університету.
У ВНЗ створили команду КВК «Збірна нархозу», грав у команді «Запоріжжя — Кривий Ріг — Транзит».
1997 року спільно з Зеленським і Пікаловим створив команду «95 квартал». В її складі з 1999 по 2003 рік виступав у Вищій лізі КВК і в Вищій відкритій українській лізі КВК. На початку 2013 року покинув студію «Квартал 95».
2014 — відкрив у Кривому Розі івент-агентство «Cotton», займається організацією свят і заходів, працює у весільній агенції. Жив у США, здобув там освіту режисера та сценариста.
2018 року став режисером і сценаристом скандального ролика, присвяченого Дню захисника України, під назвою «Лист московському шайтану».

## Зв'язок з Зеленським
11 квітня 2019 року Манжосов планував зустрітись з журналістами й дати інтерв'ю щодо свого конфлікту із Зеленським. Згодом невідомий повідомив про мінування аґенції «Українські новини», а Денис поїхав звідти, пояснивши це тим, що йому погрожують. Інтерв'ю в результаті не відбулося. Згодом в інтерв'ю він заявив, що Зеленський не вживає наркотиків, та що його політичну позицію він не підтримує.

## Родина
- Батько — Володимир Миколайович Манжосов (нар. 17 лютого 1952) працював воєнним інженером-будівельником
- Мати — Тетяна Валентинівна Манжосова (нар. 27 вересня 1956) працювала вчителькою молодших класів.
- Два молодших брати-близнюки — Владислав Володимирович Манжосов і Станіслав Володимирович Манжосов (нар. 10 червня 1986).
- Колишня фактична жінка — Анастасія[9]
  - Син.[9]

## Фільмографія
- 2005 — Три мушкетери — гвардієць кардинала
- 2007 — Дуже новорічне кіно або ніч у музеї — Арлекін
- 2006 — Міліцейська академія
- 2009 — Як козаки… — арештант

## Телебачення
- «Вечірній квартал»
- «Неділя з Кварталом-95»
- «Сімейний розмір»
- «Бійцівський клуб» разом з Степаном Казаніним